# 短胸黑姑魚
短胸黑姑魚為輻鰭魚綱鱸形目鱸亞目石首魚科的其中一種，分布於西太平洋的巴布亞紐幾內亞及澳洲北部海域，棲息深度60-110公尺，體長可達26公分，棲息在大陸棚。